# Iglesia Evangélica Presbiteriana de España
La Iglesia Evangélica Presbiteriana de España es una iglesia protestante establecida en España. Adopta la Biblia como única y suficiente fuente de fe y práctica, considerándola totalmente inspirada por Dios e infalible, y forma parte de la Federación de Entidades Religiosas Evangélicas de España.
Sigue la interpretación reformada de la Biblia, expresada en la Confesión de Fe de Westminster. Se organiza institucionalmente siguiendo el modelo del Presbiterianismo y se identifica como iglesia evangélica. Rechaza la teología liberal.
Empezó a través del trabajo de misioneros de la APMT (misión de la Iglesia Presbiteriana de Brasil) a finales de la década de 1980 en la ciudad de Huelva. A lo largo de los años se esparció por diversas otras ciudades del territorio español en las dos décadas siguientes.
Cuenta con iglesias en las ciudades de Don Benito, Sevilla, Getafe, Torrelodones, Madrid, La Coruña,Guillena, Los Santos de Maimona, Cáceres y la pionera en Huelva, además de pequeños grupos en otras localidades.